# كالتشوفتسي
كالتشوفتسي قرية تقع إدارياً ضمن بلدية غابروفو ‏ في بلغاريا. تعتمد كالتشوفتسي للبريد على الرمز البريدي 5340.